# کاستیلدلگادو
کاستیلدلگادو (به اسپانیایی: Castildelgado) یک شهرستان در اسپانیا است.